# Фрессіне-де-Лозер
Фрессіне́-де-Лозе́р (фр. Fraissinet-de-Lozère) — колишній муніципалітет у Франції, у регіоні Окситанія, департамент Лозер. Населення — 229 осіб (2011).
Муніципалітет був розташований на відстані близько 510 км на південь від Парижа, 90 км на північ від Монпельє, 23 км на південний схід від Манда.

## Історія
До 2015 року муніципалітет перебував у складі регіону Лангедок-Русійон. Від 1 січня 2016 року належав до нового об'єднаного регіону Окситанія.
1 січня 2016 року Фрессіне-де-Лозер, Ле-Пон-де-Монвер i Сен-Морис-де-Ванталон було об'єднано в новий муніципалітет Пон-де-Монвер - Сюд-Мон-Лозер.

## Демографія
Динаміка населення (Cassini ):
Розподіл населення за віком та статтю (2006):
| Стать | Всього | До 15 років | 15-24 | 25-44 | 45-64 | 65-85 | Понад 85 |
| --- | ------ | ----------- | ----- | ----- | ----- | ----- | -------- |
| Чоловіки | 108    | 24          | 8     | 24    | 32    | 16    | 4        |
| Жінки | 100    | 16          | 12    | 16    | 32    | 24    | 0        |
| \| Статево-вікова піраміда \| Статево-вікова піраміда \| Статево-вікова піраміда \| \| ----------------------- \| ----------------------- \| ----------------------- \| \| Чоловіки \| Вік \| Жінки \| \| 4 \| 85 + \| 0 \| \| 4 \| 80-84 \| 0 \| \| 8 \| 75-79 \| 16 \| \| 4 \| 70-74 \| 4 \| \| 0 \| 65-69 \| 4 \| \| 0 \| 60-64 \| 0 \| \| 8 \| 55-59 \| 12 \| \| 12 \| 50-54 \| 8 \| \| 12 \| 45-49 \| 12 \| \| 12 \| 40-44 \| 8 \| \| 4 \| 35-39 \| 4 \| \| 4 \| 30-34 \| 0 \| \| 4 \| 25-29 \| 4 \| \| 0 \| 20-24 \| 0 \| \| 8 \| 15-20 \| 12 \| \| 12 \| 10-14 \| 8 \| \| 4 \| 5-9 \| 4 \| \| 8 \| 0-4 \| 4 \| |        |             |       |       |       |       |          |
| Статево-вікова піраміда |        |             |       |       |       |       |          |
| Чоловіки | Вік    | Жінки       |       |       |       |       |          |
| 4 | 85 +   | 0           |       |       |       |       |          |
| 4 | 80-84  | 0           |       |       |       |       |          |
| 8 | 75-79  | 16          |       |       |       |       |          |
| 4 | 70-74  | 4           |       |       |       |       |          |
| 0 | 65-69  | 4           |       |       |       |       |          |
| 0 | 60-64  | 0           |       |       |       |       |          |
| 8 | 55-59  | 12          |       |       |       |       |          |
| 12 | 50-54  | 8           |       |       |       |       |          |
| 12 | 45-49  | 12          |       |       |       |       |          |
| 12 | 40-44  | 8           |       |       |       |       |          |
| 4 | 35-39  | 4           |       |       |       |       |          |
| 4 | 30-34  | 0           |       |       |       |       |          |
| 4 | 25-29  | 4           |       |       |       |       |          |
| 0 | 20-24  | 0           |       |       |       |       |          |
| 8 | 15-20  | 12          |       |       |       |       |          |
| 12 | 10-14  | 8           |       |       |       |       |          |
| 4 | 5-9    | 4           |       |       |       |       |          |
| 8 | 0-4    | 4           |       |       |       |       |          |

## Економіка
2010 року серед 133 осіб працездатного віку (15—64 років) 95 були активними, 38 — неактивними (показник активності 71,4%, у 1999 році було 68,9%). З 95 активних мешканців працювало 86 осіб (43 чоловіки та 43 жінки), безробітними було 9 (4 чоловіки та 5 жінок). Серед 38 неактивних 12 осіб було учнями чи студентами, 18 — пенсіонерами, 8 були неактивними з інших причин.

У 2010 році в муніципалітеті числилось 92 оподатковані домогосподарства, у яких проживали 218,0 особи, медіана доходів виносила 13 555,5 євро на одного особоспоживача